# Топлище
Топлище е защитена местност в България. Разположена е в землището на село Коларово, община Петрич.
Разположена е на площ 0,3 ha. Обявена е на 8 май 1992 г. с цел опазване на находище на папрат величествена осмунда (Osmunda regalis).
На територията на защитената местност се забраняват:
- строителство и всякакви други дейности, с които се изменя естествения облик на местността;
- внасяне на нехарактерни за района растителни и животински видове;
- голи сечи и реконструкции;
- бране на цветя за букети и събиране на билки;
- паша на домашни животни целогодишно;
- пресушаване на блатото Мухалница и нарушаване на водния режим.[1]